# 93-то средно училище „Александър Теодоров – Балан“
93 средно училище „Александър Теодоров – Балан“ се намира в град София. То е базово училище на Факултета по начална и предучилищна педагогика на Софийския университет „Св. Климент Охридски“.

## История
Училището е основано на 4 юни 1963 г. по нареждане на отдел „Народна просвета“ при Столичния градски народен съвет. За патрон е избран видният български общественик и политически деец Лазар Станев. От учебната 1985 – 1986 г. е базово училище към Катедрата по български език и литература на Софийския университет „Климент Охридски“. През 1987 – 1988 г. се преобразува в единно средно политехническо училище. През 1989 – 1990 учебна година училището става базово към БГА „Балкан“ – единственото училище в България, в което се създават 2 паралелки с учебно-производствен комплекс за стюардеси в гражданската авиация. През 1992 година се преобразува в средно общообразователно училище с патрон видния български езиковед академик Александър Теодоров-Балан.
През 1993 – 1994 учебна година започва прием на журналистически паралелки, училището получава статут на колеж по журналистика към Факултета по журналистика и масови комуникации на Софийския университет „Св. Климент Охридски“. В същата година се откриват и паралелки по икономика. В периода 2002 – 2007 година училището разполага също и с паралелки с природоматематически профил. В съответствие с изискванията на новия закон за предучилищното и училищното образование от 1 август 2016 година училището сменя името си от 93 средно общообразователно училище „Александър Теодоров – Балан“ на 93 средно училище „Александър Теодоров – Балан“.

## Известни възпитаници
- Петко Сертов (р. 1956), офицер от Държавна сигурност[3]